# Galalith

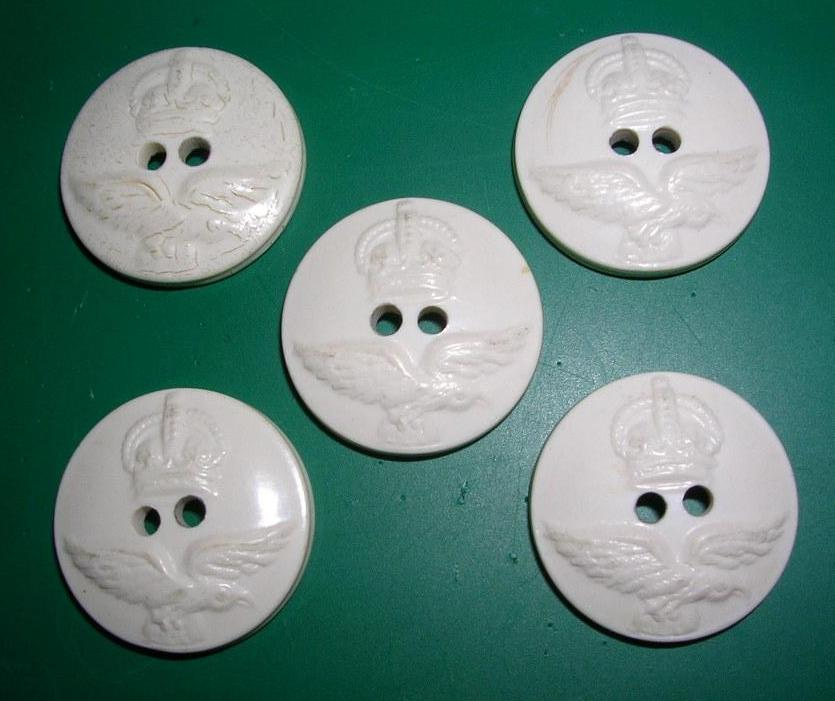
Weiße Knöpfe der Royal Australian Air Force aus Galalith. Der obere linke Knopf weist Crazes (Haarrisse) auf, wie sie v. a. bei zu hoher Waschtemperatur entstehen.

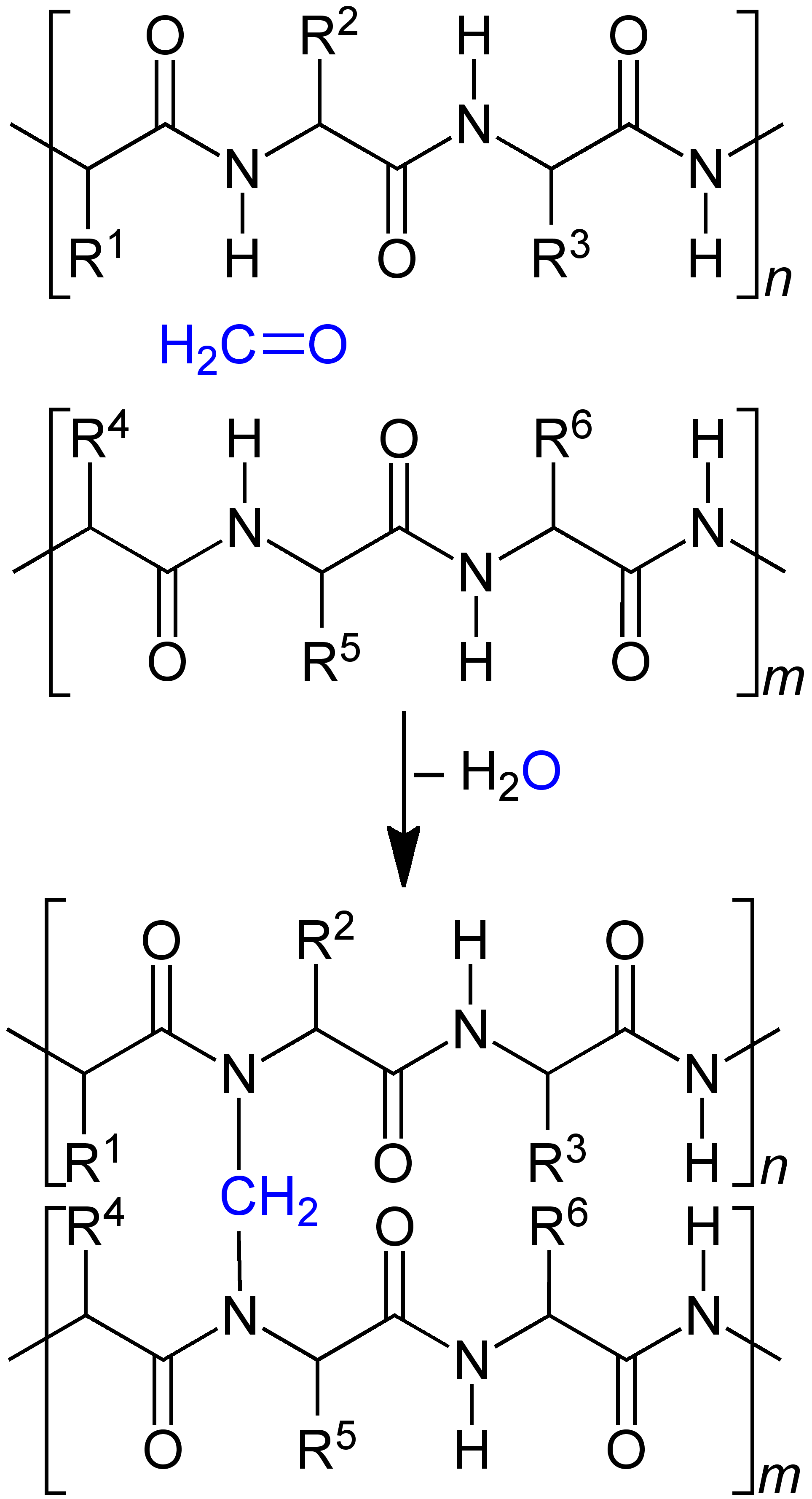
Vernetzung von zwei Proteinketten (oben) über eine Methylen-Gruppe (unten) durch Reaktion mit Formaldehyd (H_{2}CO) – schematische Darstellung.

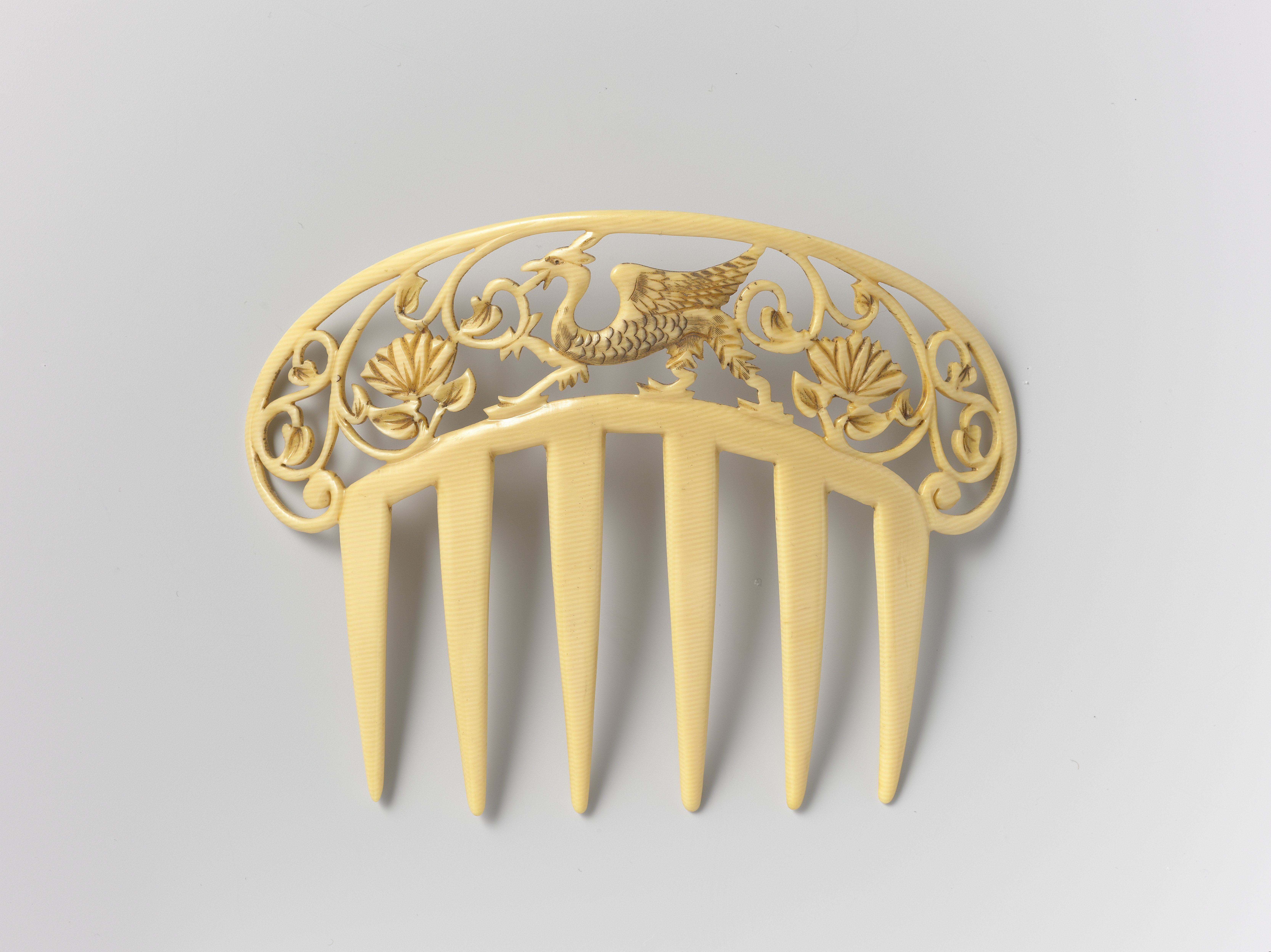
Kamm aus Galalith der Elfenbein ähnelt

Galalith (Kunsthorn, Milchstein; in Großbritannien Erinoid) ist ein alter Handelsname für einen duroplastischen Casein-Kunststoff, der 1897 von Wilhelm Krische und Adolf Spitteler entwickelt wurde.
Galalith ist ein unbrennbarer zäher Werkstoff, der mit seinem warmen Farbton Elfenbein ähnelt. Galalith kann zwischen 100 °C und 120 °C warmverformt und anschließend problemlos spanend weiterbearbeitet werden. Die hohe Wasseraufnahmefähigkeit schränkt die Verwendungsmöglichkeiten ein.

## Geschichte und Anwendungen
Die Verwendung vom Milcheiweiß Casein als Ausgangsstoff für Kunststoff ist älter. So wurde bereits mehr als 350 Jahre zuvor 1531 „Kunsthorn“ vom Benediktinermönch Wolfgang Seidel in Bayern aufgrund eines Rezeptes des Schweizer Kaufmanns Bartholomäus Schobinger hergestellt und die Gebrüder Lilienthal stellten damit im 19. Jahrhundert Bauklötzchen her.
Erfunden wurde der Galalith, als der hannoversche Drucker Wilhelm Krische einen Auftrag für weiße, nicht brennbare Schultafeln erhielt und dazu Pappe mit Casein überziehen wollte. Da dieses nicht aneinander haften wollte, zog er den Schweizer Chemiker Adolf Spitteler hinzu. Für das ursprüngliche Projekt brachte dies zwar keinen Erfolg, man entdeckte aber einen neuen Kunststoff. Das deutsche (und weitere) Patent an Krische und Spitteler wurde 1897 erteilt.
Der erste Knopf aus Galalith wurde 1902 durch die Firma Gompertz & Meinrath hergestellt, was dann „für die gesamte Knopfindustrie aller Länder bahnbrechend“ war.
Um 1900 verkauften Krische und Spitteler die deutschen und französischen Patente, da sie die weitere industrielle Entwicklung nicht finanzieren konnten. Treibende Kraft war Carl Kunth, der Schwager von Krische. Die deutschen Patente gingen an die Vereinigte Gummiwaren-Fabrik Harburg-Wien, die französischen an eine Firma bei Paris, die aber 1904 aufgab. Die Harburger Firma kaufte die Patente zurück und gründete die Internationale Galalith-Gesellschaft Hoff u. Co. AG (IGG) in Harburg mit dem ersten Generaldirektor Carl Kunth. Hohe Summen wurden investiert, man versprach sich unter anderem eine Alternative für das leicht brennbare Celluloid. Anfangs verwendete man das Nass-Verfahren von Krische und Spitteler (Fällen von Kasein durch Zugabe von Lab oder Salzsäure, Auslösung des Kaseins durch Zugabe von Alkalien, Zumischen von Farben und anderen Stoffen, erneutes Ausfällen mit Säure, Entwässerung unter Druck und Kaltpressung, Härtung in Formaldehyd-Bad, Trocknung), ab 1910 das günstigere Trockenverfahren (Verarbeitung gemahlener Kaseinmasse, thermoplastische Verfahren, Formaldehyd-Bad, Trocknung). Die ursprünglichen Patente liefen 1912 aus. Aufgrund des großen Erfolges wurde 1908 eine neue Fabrik im Seehafen von Harburg gebaut und 1911/12 erweitert. 1913 produzierte man 1500 Tonnen Galalith im Jahr, bis 1917 vor allem durch Kasein-Importe aus dem Ausland (Argentinien, Neuseeland, und bis zum Kriegsausbruch Frankreich) auf 2500 Tonnen.
Anfang des 20. Jahrhunderts wurde die Galalithherstellung immer bedeutender, dabei wurde es für einfache Anwendungen wie Knöpfe, Gürtelschnallen oder Besteckgriffe benutzt. 1913 wurden beispielsweise 6 % der Gesamtmilchmenge des deutschen Reiches zur Herstellung von Galalith benutzt. Ab den 1920er Jahren wurde es auch in Form von Schmuck benutzt und wurde – auch durch den Einfluss des Bauhauses und der Wiener Werkstätte – zu jener Zeit vor allem mit Chromelementen und Bakelit kombiniert. Auch heute wird noch Schmuck aus Galalith hergestellt und nachgefragt.
Als die Patente 1912 ausliefen wurde überwiegend das Trockenverfahren angewandt und es entstanden Firmen in England, den USA (Erinoid, 1914) und Frankreich (Lactolithe). Der Oberbegriff war international Kasein-Formaldehyd-Kunststoffe (CSF).
In den 1930er Jahren wurde Galalith auch – wenig erfolgreich – in der Elektroindustrie als Isolierung besonders für Waffenanlagen eingesetzt. Zur damaligen Zeit konnten noch keine so großen Schichtdicken hergestellt werden, wie sie benötigt wurden, da bei der Herstellung unvernetztes Casein zurückbleibt, wodurch die Haltbarkeit herabgesetzt wurde.
Die IGG erweiterte nach dem Ersten Weltkrieg ihre Palette durch Phenoplaste (Kerit) und war einer der großen Kunststoffproduzenten in Deutschland. Nach der Zerstörung eines Großteils der Produktionsanlagen im Zweiten Weltkrieg wurden sie 1959 von den Harburger Gummiwerken Phoenix AG übernommen (und diese 2004 von der Continental AG). Die Galalith-Produktion bei Phoenix wurde 1978 eingestellt.
Vom Zweiten Weltkrieg bis ungefähr 1980 wurde Galalith hauptsächlich noch in Großbritannien, Frankreich, Australien und Neuseeland produziert, allerdings ging die Produktion deutlich zurück, da petrochemische Konkurrenzprodukte deutlich günstiger und weniger spröde waren. Durch die immer stärker eingeschränkte Handhabung von Formaldehyd wurde die Produktion fast komplett eingestellt.
Heutzutage findet Galalith nur noch Anwendung in Nischen, wie z. B. bei Kapodastern, den Knöpfen für Stimmmechaniken von Saiteninstrumenten, Stricknadeln, Füllfederhaltern oder Plektren.

## Herstellung
Galalith entsteht aus Casein und Formaldehyd durch Vernetzung der Proteinketten über Methylen-Gruppen unter Wasserabspaltung. Das gemahlene Rohcasein wird mit Wasser angefeuchtet, mit Füllstoffen, Farblösungen und weiteren Zusätzen vermischt und durch Wärme und Druck plastifiziert. In speziellen Pressen werden Halbzeuge, wie Rohre, Stäbe, Platten und Blöcke geformt, die dann in Formaldehydbädern gehärtet und in Warmluft getrocknet werden.